# Manja Kowalski
Manja Kowalski   (Potsdam, 25 de gener de 1976) és una remadora alemanya, ja retirada, que va competir durant les dècades de 1990 i 2000.
El 2000 va prendre part en els Jocs Olímpics d'Estiu de Sydney, on fent equip amb Meike Evers, Manuela Lutze i Kerstin Kowalski, la seva germana bessona, guanyà la medalla d'or en la prova del quàdruple scull del programa de rem.
En el seu palmarès també destaca una medalla d'or al Campionat del món de rem de 2001.